# Macrostemum dulce
Macrostemum dulce is een schietmot uit de familie Hydropsychidae. De soort komt voor in het Australaziatisch gebied.